# تسرکویتسا
تسرکویتسا (به لهستانی:  Cerkwica) یک روستا در لهستان است که در گمینا کارنگتسه واقع شده‌است. تسرکویتسا ۱٬۲۰۰ نفر جمعیت دارد.